# Králický Sněžník
Le Králický Sněžník (Śnieżnik Kłodzki en polonais, en allemand Glatzer Schneeberg ou Grulicher Schneeberg) est une montagne des Sudètes orientales située à la frontière polono-tchèque.
Le nom Sněžník ou Śnieżnik vient du mot « neige » car son sommet est enneigé pendant plus de huit mois par an. En tchèque, l'adjectif Králický vient du nom de la ville voisine pour faire la distinction avec un autre sommet appelé Děčínský Sněžník (en) près de la ville de Děčín.
Il s'agit du point culminant des monts Śnieżnik, entre les villes de Králíky et Kłodzko. Il se trouve sur la ligne de partage des eaux entre la mer Baltique et la mer Noire. Un sommet voisin, le Trójmorski Wierch forme le tripoint hydrographique entre les bassins du Danube, de l'Elbe et de l'Oder. Le massif s'est formé pendant l'ère tertiaire.
Entre 1899 et 1973, une tour de guet en pierre est dressée sur le versant silésien de la montagne, ainsi qu'une tour Kaiser Wilhelm, haute de 30 mètres, qui a été dynamitée en 1973 en raison de son délabrement. Les ruines forment aujourd'hui le point culminant de la montagne. Une statue d'éléphant, symbole du sommet, y a été dressée à la place d'un ancien chalet. Historiquement, la montagne était bordée par le royaume de Bohême, le margraviat de Moravie et le comté de Glatz.
Sur le versant tchèque, une réserve naturelle d'État a été créée en 1990 (Národní přírodní rezervace Králický Sněžník) ainsi que le parc naturel de Śnieżnik côté polonais. Les pentes de la montagne sont équipées d'infrastructures pour la pratique du ski.